# (5103) Diviš
(5103) Diviš es un asteroide perteneciente al cinturón de asteroides, descubierto el 4 de septiembre de 1986 por Antonín Mrkos desde el Observatorio Kleť, České Budějovice, República Checa.

## Designación y nombre
Designado provisionalmente como 1986 RP1. Fue nombrado Diviš en honor al  canónigo regular, teólogo y científico natural checo Prokop Diviš, que era conocido por sus experimentos con la electricidad, desarrolló uno de los primeros pararrayos en Europa, un dispositivo con el que intentó atraer la energía eléctrica de las nubes.

## Características orbitales
Diviš está situado a una distancia media del Sol de 2,749 ua, pudiendo alejarse hasta 2,785 ua y acercarse hasta 2,713 ua. Su excentricidad es 0,013 y la inclinación orbital 4,891 grados. Emplea 1665,48 días en completar una órbita alrededor del Sol.

## Características físicas
La magnitud absoluta de Diviš es 13,2. Tiene 12 km de diámetro y su albedo se estima en 0,074. Está asignado al tipo espectral X según la clasificación SMASSII.